# Funkhaus
Als Funkhaus wird ein Gebäude bezeichnet, in dem Rundfunksendungen produziert werden. In einem Funkhaus sind Hörfunk- und Fernsehstudios, Redaktionen mit ihren journalistischen Mitarbeitern, Rundfunkveranstalter mit ihren Geschäftsführungen sowie Werbeabteilungen zu finden.

## Funkhäuser
Deutschland:
- Altes Funkhaus (Weimar), ehemaliges Rundfunkgebäude mit Nietzsche-Gedächtnishalle
- Funkhaus am Dornbusch, historischer Rundbau des Hessischen Rundfunks (HR) in Frankfurt-Nordend
- Funkhaus am Raderberggürtel, ehemaliger Sitz der Deutschen Welle in Köln, heute DLF
- Funkhaus an der Rothenbaumchaussee, Zentrale des NDR-Hörfunks in Hamburg
- Funkhaus Grünau, ein denkmalgeschütztes Gebäude in Berlin
- Funkhaus München, erstes ausschließlich für den Rundfunk gebaute Gebäude in Deutschland
- Funkhaus Nalepastraße, ein denkmalgeschütztes Gebäude in Berlin
- Funkhaus Nürnberg, eines der größten privaten Funkhäuser in Bayern
- Funkhaus Springerstraße, ehemaliges Rundfunkgebäude in Leipzig
- Funkhaus Wallrafplatz, ältestes Gebäude des Westdeutschen Rundfunks (WDR) am Kölner Wallrafplatz
- Funk- und Telegraphenhaus (Flensburg-Mürwik), ein Kulturdenkmal in Flensburg-Mürwik
- Haus des Rundfunks, denkmalgeschütztes Rundfunkgebäude in Berlin, Sitz des Rundfunks Berlin-Brandenburg (RBB)
- Landesfunkhaus Niedersachsen in Hannover, gilt als schönstes Funkhaus der 1950er Jahre in Deutschland
- Landesfunkhaus Sachsen, Funkhaus des Mitteldeutschen Rundfunks (MDR) in Dresden
- RIAS-Funkhaus, ein denkmalgeschütztes Gebäude in Berlin-Schöneberg, heute DLF Kultur
- Schürmann-Bau, Funkhaus der Deutschen Welle in Bonn
- Stuttgarter Funkhaus, ein Kulturdenkmal in Stuttgart
- Vox-Haus, erstes als Funkhaus genutztes Gebäude in Deutschland

Österreich:
- Funkhaus Wien, ein denkmalgeschütztes Gebäude in der Wiener Argentinierstraße

Die Zentrale wurde von Roland Rainer und die acht Landesstudios des ORF einheitlich nach Plänen von Gustav Peichl gestaltet:
- ORF-Zentrum Küniglberg, in Wien-Hietzing (seit 2007 denkmalgeschützt)
- Landesstudio Burgenland, in Eisenstadt
- Landesstudio Kärnten, in Klagenfurt
- Landesstudio Niederösterreich, in St. Pölten
- Landesstudio Oberösterreich, in Linz
- Landesstudio Salzburg, in Salzburg
- Landesstudio Steiermark, in Graz
- Landesstudio Tirol, in Innsbruck
- Landesstudio Vorarlberg, in Dornbirn